# Karel Macoun, továrna na perleťové a kovové knoflíky a galanterní zboží
Karel Macoun, továrna na perleťové a kovové knoflíky a galanterní zboží byla společnost, jež vznikla v roce 1911 v Hradci Králové a zabývala se výrobou knoflíků a galanterního zboží. Některé svoje knoflíky měla i patentově ošetřené.

## Historie
O tom, kdy továrna v Pospíšilově třídě čp. 320 vznikla, se prameny různí. Jedny hovoří o roku 1907, druhé počátky závodu řadí až do následujícího roku. Některé dokonce zaměnily v letopočtu číslo 9 za 8 a továrnu tak učinily jednou z nejstarších, což není pravda. V Královéhradecké ročence 1912, které se dá více věřit, se píše, že firma byla zapsána do obchodního rejstříku 5. září 1911. Také zmínka v Obnově z 1. prosince 1911 o tom, že Karlu Macounovi bylo uděleno c. k. okresním hejtmanstvím povolení k užívání továrních místností, určených k výrobě perleťového zboží, v domě čp. 320, podporuje tuto teorii. Nejvýznamnější však je to, že majitel továrny neměl od počátku dobrou pověst, protože se k dělnictvu nechoval příliš dobře a měl kvůli tomu i problémy se státní mocí.
V srpnu 1912 byla v závodě zahájena stávka, protože perleťáři se nedokázali s majitelem smírně shodnout na smlouvě a výši mezd. K. Macoun však nehodlal ustoupit, takže stávka pokračovala i v následujícím měsíci. On zatím hledal po celé zemi stávkokaze. Vedle toho měl továrník svérázné názory na vztah mezi zaměstnavatelem a zaměstnancem, citujme z pracovní smlouvy: „…Pracovati budu dle cenníku, v dílně platného. Jest mi známo, že organisace žádná u fy. Macoun se neuznává a zavazuji se, že v žádné organisaci nejsem a do žádné nevstoupím, jinak má firma právo mne ihned bez náhrady propustiti.“ Přesto, že stávka nakonec skončila, továrna zela prázdnotou, protože dělníci byli propouštěni pro každou maličkost nebo dostávali pokuty až 10 K týdně. Následujícího roku Macoun chtěl za vyházené dělníky získat rychle náhradu a s pomocí svého mistra Svatoně verboval z různých míst jiné dělníky, které by po krátkém čase zase vyházel, aby je mohl opět za nové vyměnit. V dubnu 1914 získala továrna povolení k výměně parního stroje za nový.
V roce 1923 došlo v továrně opět k mzdovému boji, který vyvrcholil 11. července téhož roku stávkou všeho dělnictva, jelikož nechtělo a nemohlo přijmout návrh firmy na snížení mezd. Ceny měly být totiž sníženy u I. třídy o 20 %, u II. třídy o 15 %, u III. třídy o 10 %, u nezapracovaného dělnictva o 5 %. Mimo to mělo odpadnout placení dovolené. Pátým týdnem stávky bylo stávkujícímu dělnictvu zastaveno vyplácení stávkových podpor a dělnictvu oznámeno, ať si pomůže, jak samo dovede. Následujícího roku sekretariát Mezinárodního všeodborového svazu dokonce učinil na tuto firmu oznámení na okresní správu politickou kvůli porušování zákona o osmihodinové pracovní době. 11. listopadu 1924 někdo udeřil kamenem do okna kuchyně továrníka Macouna v I. poschodí a rozbil 2 okenní tabule.
A pozornost místního tisku se nepřestala na tuto firmu upírat, protože vedle problémů s dělnictvem se vynořil ještě větší problém. Počátkem ledna 1925 byla zjištěna ve firmě defraudace 233 000 Kč, jíž se dopustil bývalý ředitel Jiří Svoboda v době od listopadu 1923 do konce prosince 1924, a to většinou přepisováním šeků. 16. ledna téhož roku byl zatčen a zabavené auto a zařízení přepychového bytu bylo poškozené firmě zárukou, že ztráta nebude značná. K senátu krajského soudu se tento případ dostal 8. září 1925. Problémy nastaly i s konkurencí, čehož důkazem je prohlášení, jež vyšlo 24. srpna 1930 v Národních listech:
„Emanuel Braun v Novém Bydžově prohlašuje tímto, že výrobou a prodejem manšetových knoflíků pod čís. 2473/304 zasáhl do práva Karla Macouna, majitele továrny v Hradci Králové, vyráběti a prodávati tyto knoflíky, chráněné patentem čís. 21.327 v patentním rejstříku u patentového úřadu v Praze zapsaného. – Dále prohlašuje, že tyto manšetové knoflíky vyráběti a do obchodu uváděti nebude.
Emanuel Braun.“
Přesto se i přes všechny problémy továrna nadále rozvíjela. Roku 1929 bylo K. Macounovi např. uděleno povolení k postavení jednopatrového domu a dílen na místě domku čp. 5.
Nadále ho však stíhaly problémy, většinou jím samým zaviněné. V květnu 1932 měl továrník na Novém Hradci Králové autohavárii, při které byl těžce zraněn jeho řidič, který byl v té chvíli pouhým spolujezdcem.
Továrna přežila i protektorátní období, ale později se dostává do problémů a v roce 1948 byla znárodněna.